# 동익산역
동익산역(Dongiksan station, 東益山驛)은 전북특별자치도 익산시 동산동에 위치한 전라선과 익산삼각선의 역이다. 
동익산역에 비해 여객 열차편수가 훨씬 많은 익산역에서 도보로 30분 정도 소요되는 가까운 곳에 있기 때문에 여객수요는 저조하여 여객 취급은 2009년 7월 1일부터 완전히 중단되었으며, 현재는 컨테이너를 위주로 한 화물만 취급하고 있다. 2011년 익산 - 신리 구간의 복선전철화 개통 때 컨테이너 야드를 포함하여 약 500m가량 남쪽으로 이전 되었다.
익산역에 종착하는 호남선 KTX-산천 열차가 이 곳에서 대기하기도 한다.

## 역사
- 1914년 11월 17일: 익산군 익산면 본정2정목(현 익산시 인화동2가) 59번지에서 구이리역(舊裡里驛)으로 영업 개시[1]
- 1929년 : 남쪽으로 역사 이전
- 1938년 10월 1일: 동이리역(東裡里驛)으로 역명 변경[2]
- 1987년 10월 30일: 전라선 이리-동이리 분기선로 입체화 공사로 이리시 인화동2가 174번지(현 목천로 320)로 이전
- 1995년 9월 1일: 동익산역(東益山驛)으로 역명 변경[3]
- 2004년 4월 1일: 통일호 열차 운행 중단 및 에드몬슨 승차권 발매 중단, 무궁화호 열차 운행 개시.
- 2009년 7월 1일: 여객열차 취급 중지
- 2011년 5월 21일: 전라선 복선 전철화로 신 역사 이전
- 2020년 11월 24일: 익산삼각선 사용 개시[4]